# یواس‌اس بلت (ای‌پی‌دی-۱۰۹)
یواس‌اس بلت (ای‌پی‌دی-۱۰۹) (به انگلیسی: USS Belet (APD-109)) یک کشتی بود که طول آن ۳۰۶ فوت (۹۳ متر) بود. این کشتی در سال ۱۹۴۴ ساخته شد.